# قلب رازگو (فیلم ۱۹۳۴)
«قلب رازگو» (انگلیسی: The Tell-Tale Heart) فیلمی در ژانر درام و ترسناک است که در سال ۱۹۳۴ منتشر شد.